# Cúp quốc gia Scotland 1926–27
 Cúp quốc gia Scotland 1926–27 là mùa giải thứ 49 của giải đấu bóng đá loại trực tiếp uy tín nhất Scotland. Chức vô địch thuộc về Celtic khi đánh bại East Fife trong trận Chung kết trên sân Hampden Park.

## Bán kết
| Celtic | v | Falkirk |
| ------ | - | ------- |
|        |   |         |

| East Fife | v | Partick Thistle |
| --------- | - | --------------- |
|           |   |                 |

## Chung kết
| Celtic                                            | v | East Fife |
| ------------------------------------------------- | - | --------- |
| Paddy Connolly · McLean · Robertson (l.n.) (o.g.) |   | Jock Wood |